# Kedar (Gush Etzion)
Kedar es un asentamiento israelí en Cisjordania, Palestina. Según el sistema administrativo palestino, forma parte de la gobernación de Jerusalén, mientras que en virtud de la organización territorial de Israel, pertenece al área de Judea y Samaria y forma parte del Concejo Regional Gush Etzion. Se ubica al este de Jerusalén, en las colinas de Judea, a una altitud de unos 450 metros sobre el nivel del mar, en un clima desértico y seco. El asentamiento está ubicado cerca de Ma'ale Adumim. En 2016 tenía una población de 1.555 habitantes, principalmente familias seculares, tradicionales y religiosas.
La comunidad internacional considera que los asentamientos israelíes en Cisjordania son ilegales según la Cuarta Convención de Ginebra, de la que Israel es miembro y cuyo artículo 49 especifica que «la Potencia ocupante no podrá efectuar la evacuación o el traslado de una parte de la propia población civil al territorio por ella ocupado». El gobierno israelí no está de acuerdo con esta posición.

## Historia
Los primeros pobladores, unas familias vinculadas al movimiento Betar, se establecieron al sur del actual Kedar el 8 de julio de 1984, confiscando 45 dunams (4,5 ha) de tierra a la aldea palestina de As-Sawahira ash-Sharqiya para construir el asentamiento. Pero no es hasta 1992 que se inicia la construcción de las primeras casas con ayuda de la Organización Sionista Mundial y otros organismos adicionales.
Después de que unos pistoleros palestinos mataran a un israelí e hirieran a cinco israelíes cerca de Ma'ale Adumim, el ministro de Finanzas israelí de extrema derecha, Bezalel Smotrich, anunció en febrero de 2024 una «respuesta con asentamiento» tras hablar con el primer ministro Benjamín Netanyahu y el ministro de Defensa Yoav Gallant, ya que «cualquier daño que se nos haga dará lugar a más construcción y más desarrollo y más de nuestra propiedad en todo el país», y se dispuso la aprobación de 300 viviendas más en Kedar. El secretario de Estado estadounidense, Antony Blinken, criticó el anuncio, afirmando que los nuevos asentamientos israelíes son «incompatibles con el derecho internacional» y «contraproducentes para alcanzar una paz duradera», poniendo en riesgo «la seguridad de Israel». Haaretz informó de que el gobierno de Israel había avanzado en marzo de 2024 en la aprobación de 330 viviendas más para colonos en Kedar.

## Jurisdicción
Kedar forma parte del Concejo Regional Gush Etzion y cuenta con unos 2000 dunams para la construcción de viviendas, industria y agricultura. El poblado se encuentra a unos 5 minutos de Ma'ale Adumim, 15 minutos de monte Scopus y a 20 minutos de Jerusalén.

## Situación según el derecho internacional
Como todos los asentamientos israelíes en Palestina, Kedar es considerado ilegal según la ley internacional, aunque Israel lo niega. La comunidad internacional considera que los asentamientos israelíes violan la ley establecida por la cuarta Convención de Ginebra, del que Israel es firmante, cuyo artículo 49 especifica que «la Potencia ocupante no podrá efectuar la evacuación o el traslado de una parte de la propia población civil al territorio por ella ocupado».
Israel niega que la cuarta Convención de Ginebra pueda aplicarse en Palestina, dado que ésta no estaba legalmente bajo la soberanía de ningún gobierno antes de que Israel tomara control de ellos. Este punto de vista ha sido rechazado por la Corte Internacional de Justicia y por el Comité Internacional de la Cruz Roja, así como por la resolución 446 del Consejo de Seguridad de las Naciones Unidas, que especifica «que el Convenio de Ginebra relativo a la protección de personas civiles en tiempos de guerra, de 12 de agosto de 1949, es aplicable a los territorios árabes ocupados por Israel desde 1967, incluso Jerusalén».

## Referencias

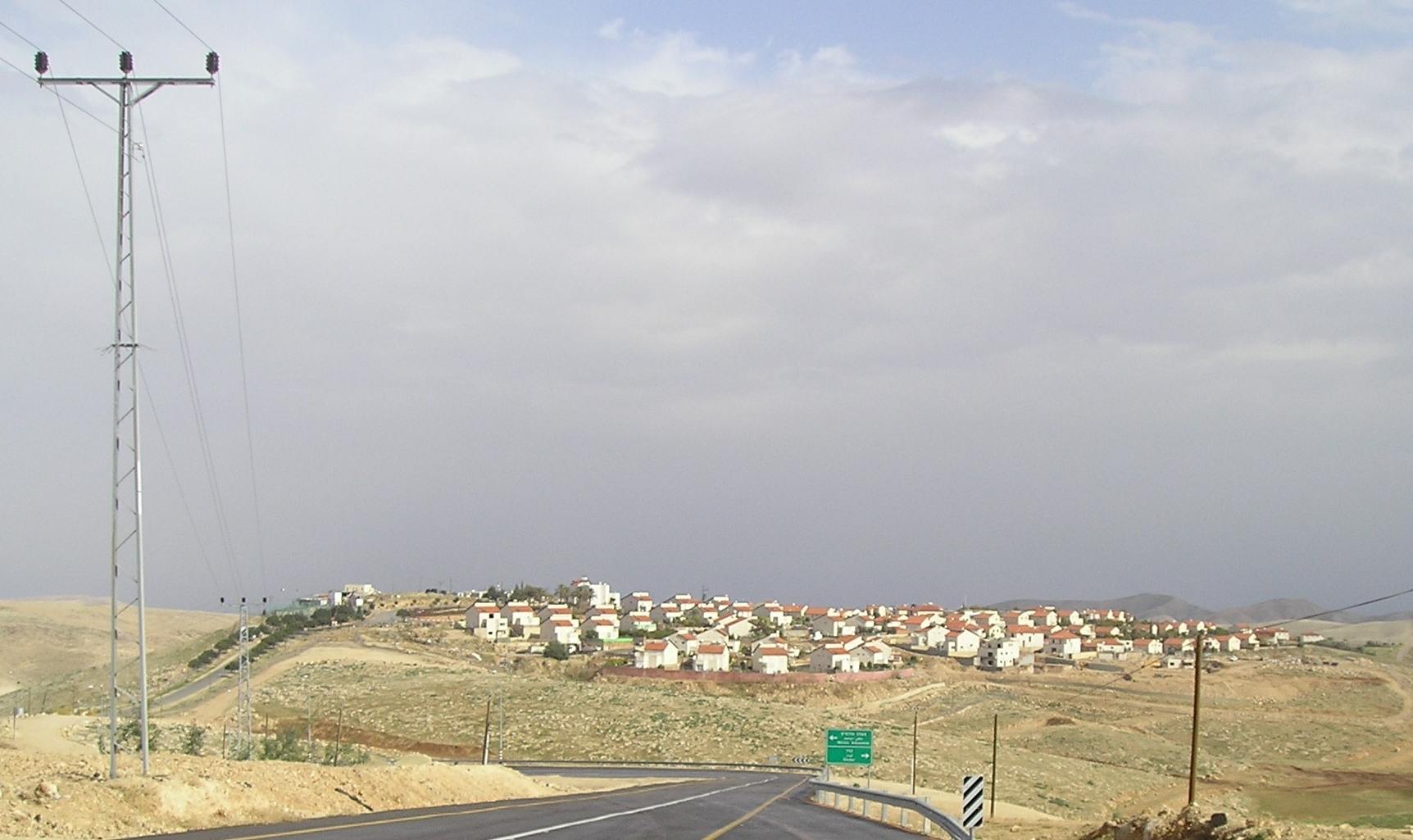
Vista de Kedar en el 2008